# Myra
Myra (în greacă veche Μύρα, Mýra) a fost un oraș grec antic, apoi grec roman, apoi grec bizantin, apoi grec otoman din Licia, care a devenit micul oraș turc Kale (redenumit Demre în 2005) din actuala provincie Antalya a Turciei. În anul 1923 locuitorii greci au fost obligați să părăsească orașul în urma schimburilor de populație dintre Grecia și Turcia, moment în care biserica orașului a fost în cele din urmă abandonată. Orașul a fost întemeiat pe râul Myros (în greacă veche Μύρος; în turcă Demre Çay), în câmpia aluvionară fertilă situată între Alaca Dağ, lanțul montan Massikytos și Marea Egee.

## Istoric

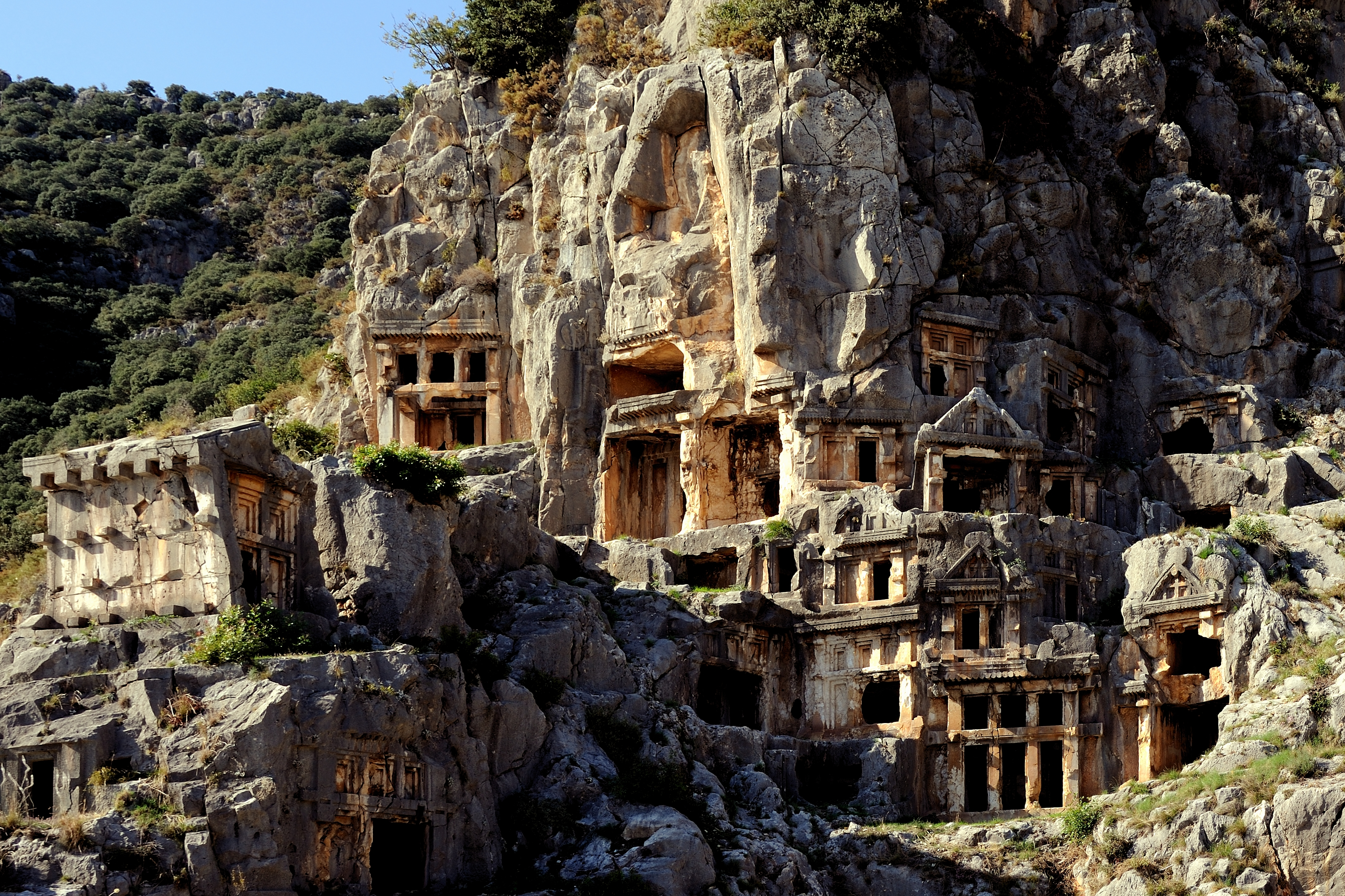
Morminte săpate în stâncă la Myra.

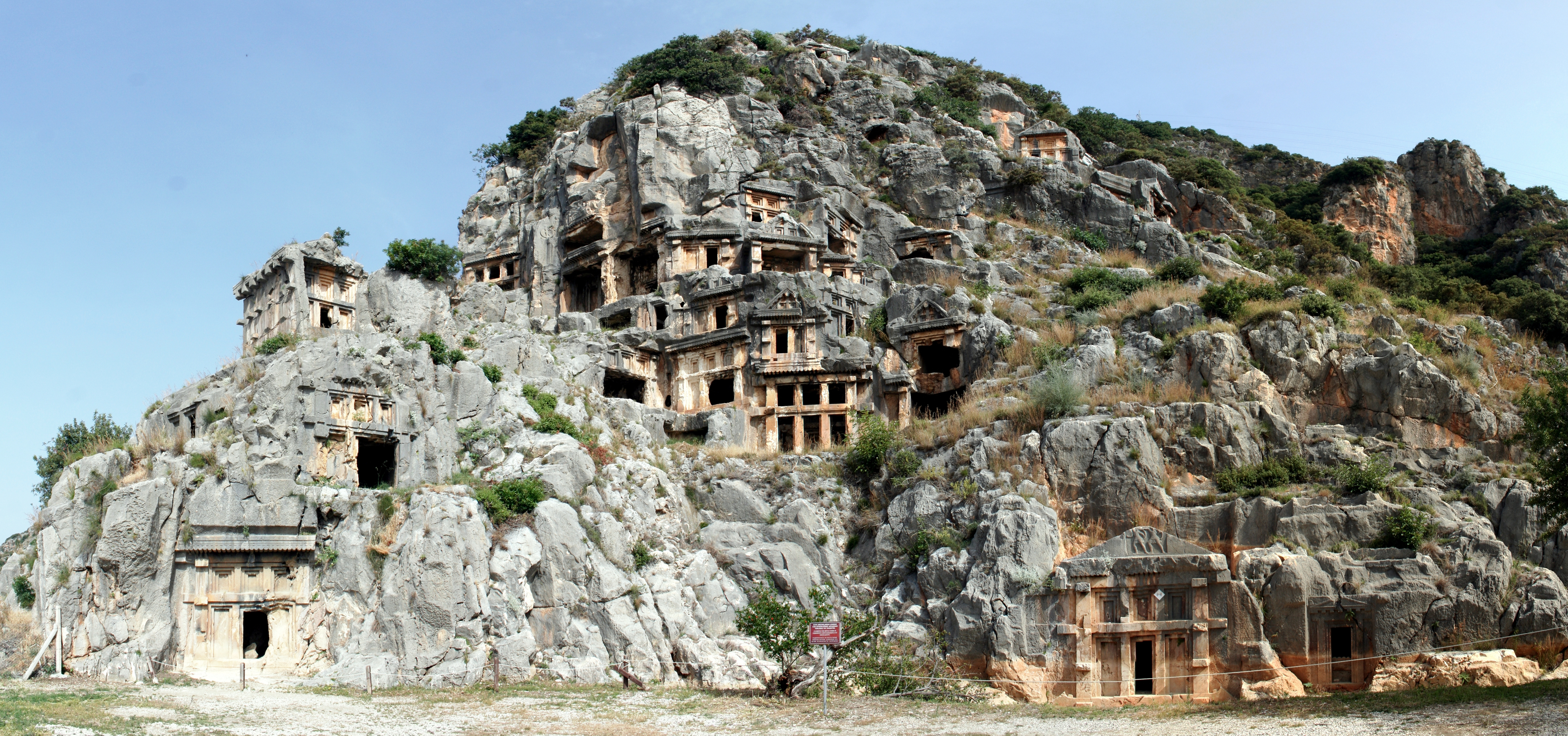
Morminte săpate în stâncă la Myra.

Deși unii cercetători identifică orașul Myra cu orașul Mira din Arzawa, nu există nicio dovadă a vreunei relații între cele două orașe. Nu există nicio mențiune scrisă a orașului Myra înainte ca acest oraș să fie înscris în lista membrilor Ligii Liciene (168 î.Hr. - 43 d.Hr.); potrivit lui Strabon (14:665) el a fost unul dintre cele mai mari orașe ale alianței.
Cetățenii antici greci o venerau pe Artemis Eleutheria, care era zeița protectoare a orașului. Zeus, Atena și Tyche au fost, de asemenea, venerați. Plinius cel Bătrân scrie că în Myra a existat un izvor al lui Apollo numit Curium și, atunci când era chemat de trei ori prin țeavă, peștii veneau să dea răspunsuri oraculare. În perioada stăpânirii romane Myra a făcut parte din lumea vorbitoare de limba greacă koine care a îmbrățișat rapid creștinismul. Unul dintre primii episcopi greci a fost Sfântul Nicolae.
Ruinele orașului lician și roman sunt în mare parte acoperite de nămoluri aluvionare. Acropola de pe platoul Demre, teatrul roman și termele romane (eski hamam) au fost parțial excavate. Teatrul cu o formă semicirculară a fost distrus într-un cutremur din 141, fiind reconstruit după aceea.
Există două necropole de morminte liciene săpate în stâncă care au fațada unor temple sculptate în fețele verticale ale stânci din Myra: necropola de la râu și necropola de la ocean. Necropola de la ocean se află la nord-vest de teatru. Cel mai cunoscut mormânt din necropola de la râu, aflat la 1,5 kilometri (0,93 mi) de Demre Cayi pe drumul de la teatru, este „Mormântul leului”, numit și „Mormântul pictat”. Atunci când călătorul Charles Fellows a văzut mormintele în 1840, ele erau încă pictate în culorile roșu, galben și albastru.

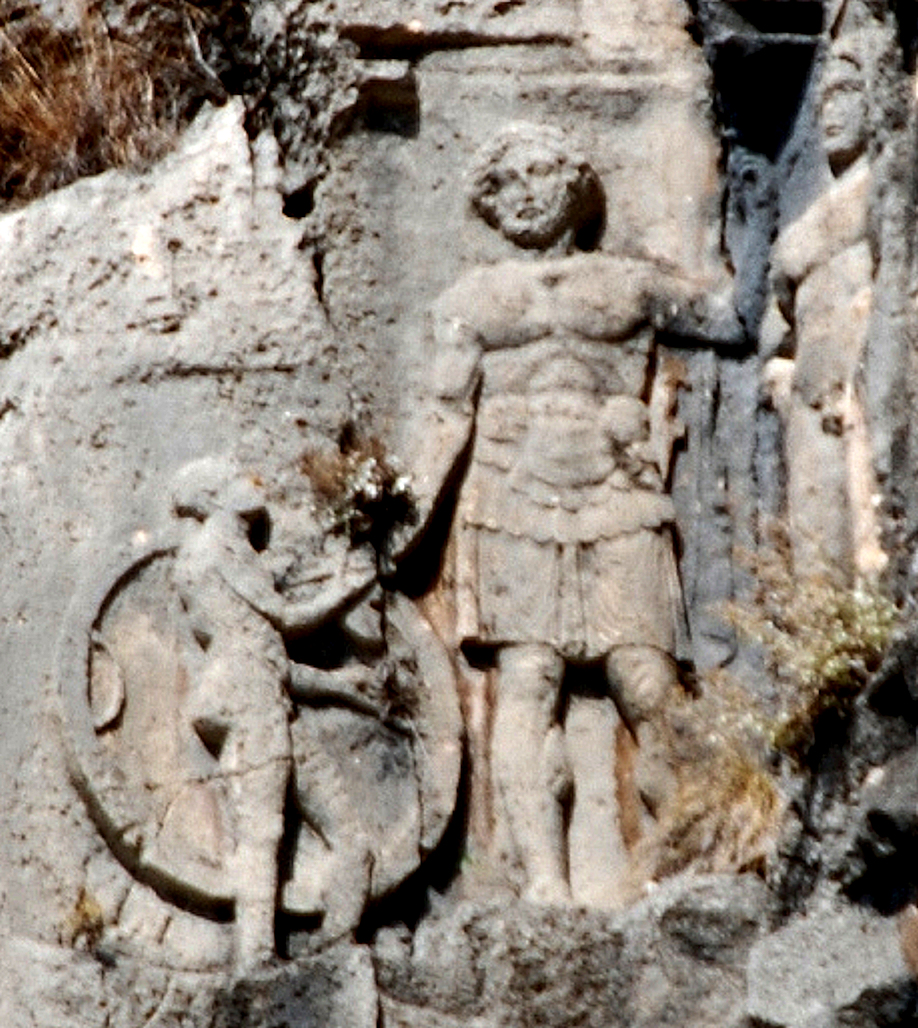
Relief tombal lician la Myra, secolul IV î.Hr.

Andriake a fost portul Myrei în perioada clasică, dar a fost umplut de aluviuni mai târziu. Principala clădire care s-a păstrat până în prezent este un hambar de grâne (horreum) construit în timpul domniei împăratului roman Hadrian (117-138 d.Hr.). Alături de acest grânar se află un morman mare de scoici Murex, dovadă că la Andriake se desfășura permanent o activitate de producere de colorant violet.
Începând din 2009 au fost efectuate săpături arheologice la Andriake. Hambarul de grâne a fost transformat în Muzeul Civilizațiilor Liciene. Clădirea are șapte camere și măsoară 56 metri lungime și 32 metri lățime. Artefactele găsite în timpul săpăturilor din zona Ligii Liciene au fost depozitate în muzeu. Clădirile din piața portului, precum și agora, sinagoga și o cisternă lungă de 24 de metri, lată de 12 metri și adâncă de 6 metri au fost restaurate. În fața muzeului au fost amplasate o barcă de 16 metri lungime din epoca romană, o macara și un container de marfă.

## Noul Testament
Autorul Faptelor Apostolilor (probabil Evanghelistul Luca) și Apostolul Pavel au schimbat navele aici în timpul călătoriei lor din Cezareea către Roma pentru procesul apostolului Pavel, ajungând la Myra cu o navă comercială de coastă și fiind mutați pe o corabie mai mare găsită de centurionul roman responsabil cu transportul lui Pavel la Roma.

## Episcopie

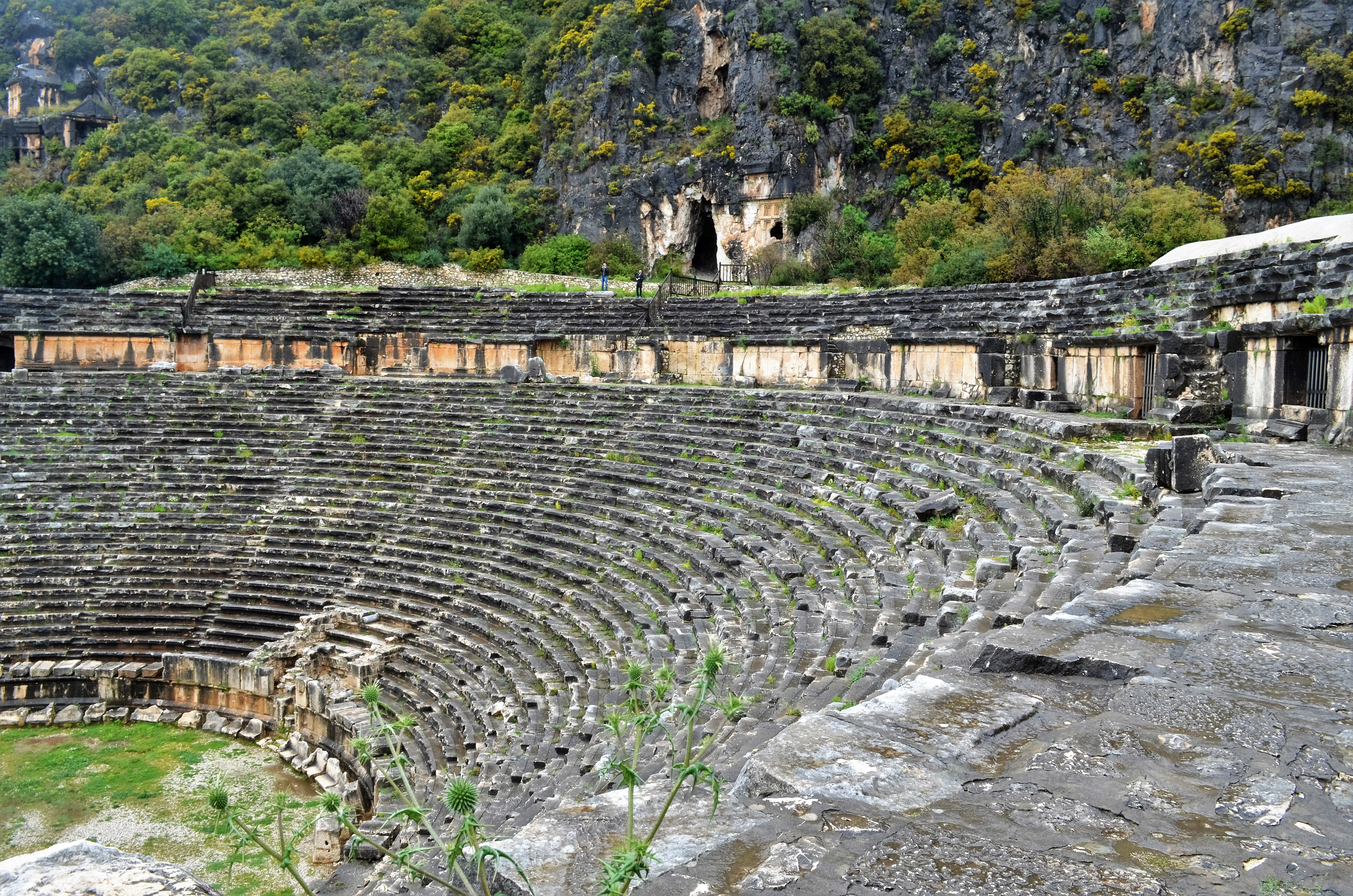
Teatrul antic din Myra

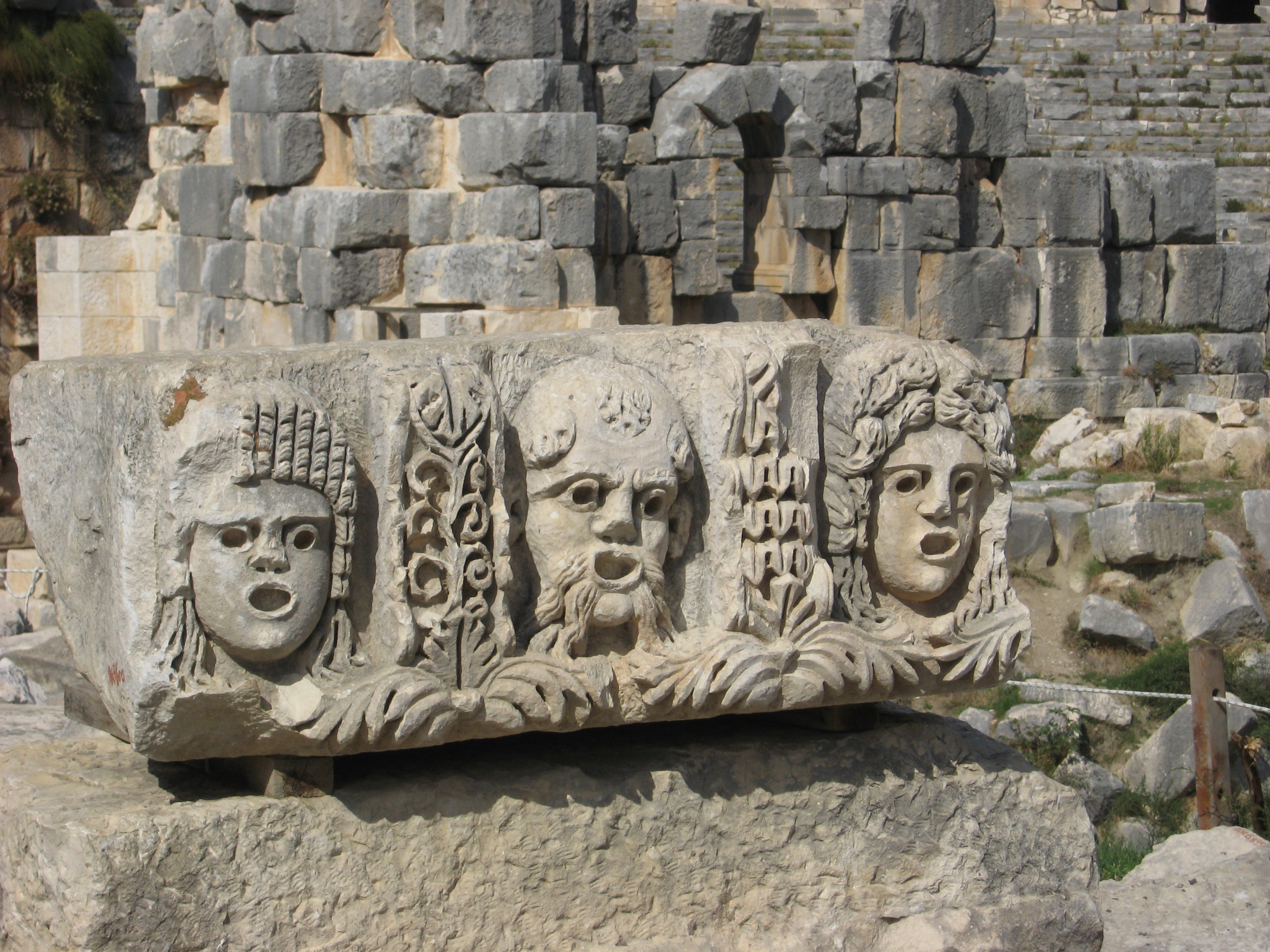
Fețe de piatră din Myra

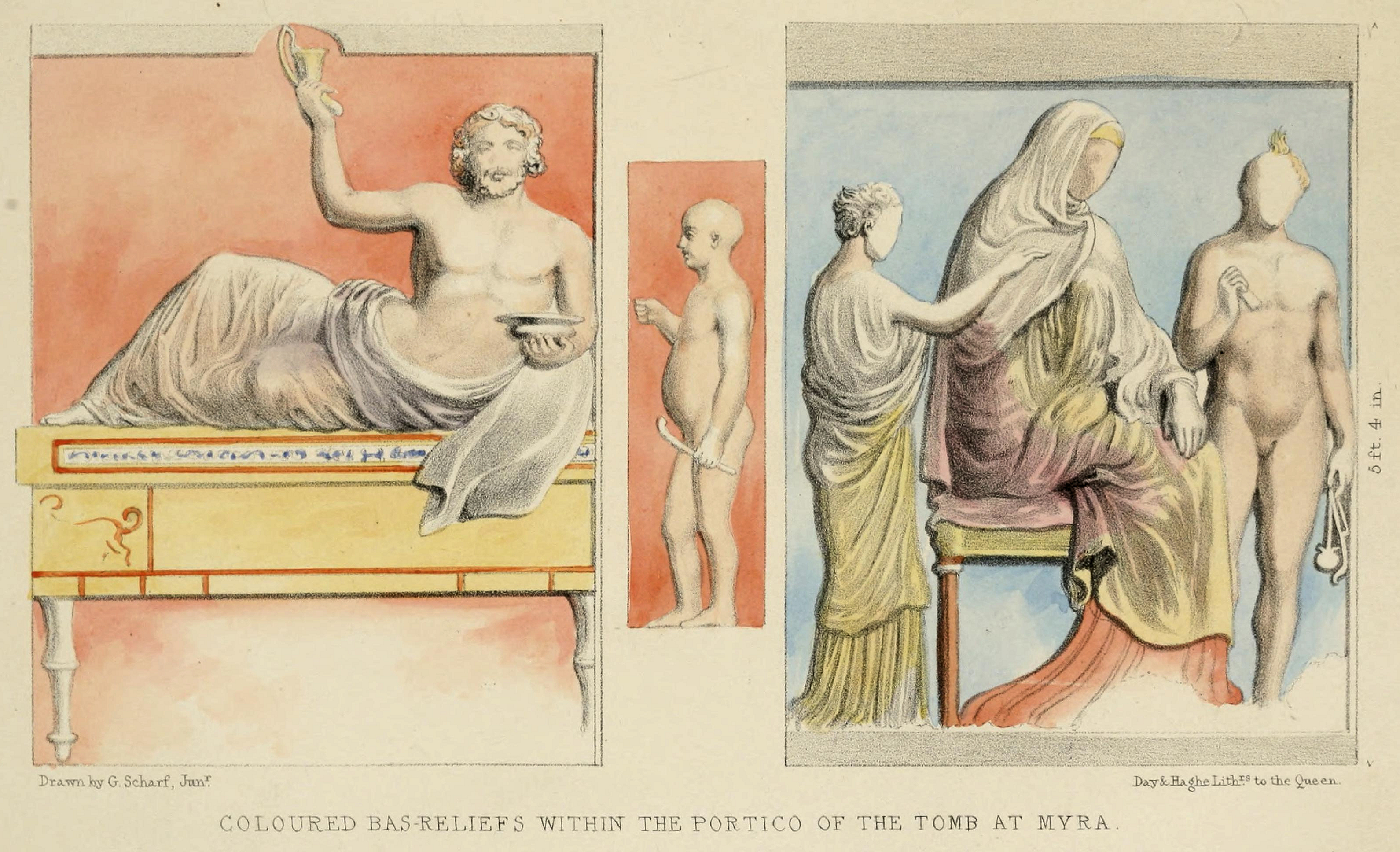
Reliefuri colorate la Myra

Textul apocrif Acta Pauli atestă existența probabilă a unei comunități creștine la Myra în secolul al II-lea. Istoricul și teologul francez Le Quien deschide lista episcopilor din acest oraș cu Sfântul Nicandru, martirizat în timpul domniei lui Domițian în anul 95, care, potrivit Menologhionului grecesc, a fost hirotonit episcop de Sfântul Tit. În anul 325 Licia a devenit din nou o provincie romană distinctă de Pamfilia, având drept capitală orașul Myra. Eclezial, acest oraș a devenit astfel scaunul mitropolitan al provinciei. Episcopul Myrei era la acea vreme Sfântul Nicolae. Indexul din secolul al VI-lea al lui Theodorus Lectorul este primul document care îl listează printre părinții participanți la Primul Sinod de la Niceea din 325. Mulți alți episcopi din Myra sunt numiți în documentele păstrate, inclusiv Petrus, autorul unor lucrări teologice scrise în apărarea Sinodului de la Calcedon și citate de patriarhii Sofronie al Ierusalimului și Fotie al Constantinopolului (Bibliotheca, Codex 23). Theodorus și Nicolaus au participat amândoi la cel de-al Doilea Sinod de la Niceea din 787, primul renunțând la poziția sa anterioară de iconoclast, iar cel de-al doilea fiind episcopul catolic pe care iconoclaștii l-au alungat. Notitia Episcopatuum a lui Pseudo-Epiphanius, alcătuită în jurul anului 640 sub domnia împăratului bizantin Heraclius, menționează că Myra avea la acea vreme 36 de scaune episcopale sufragane. Notitia de la începutul secolului al X-lea, atribuită împăratului Leon al VI-lea Filozoful, enumeră doar 33 de scaune.
Myra este listat astăzi de Biserica Catolică ca sediu episcopal titular atât în general, cât și ca episcopie a Bisericii Greco-Catolice Melkite în special. Episcopii latini nu mai sunt numiți ca episcopi ai acestui sediu titular estic, în timp ce episcopii melkiți continuă să fie numiți.

## Asediul din 808

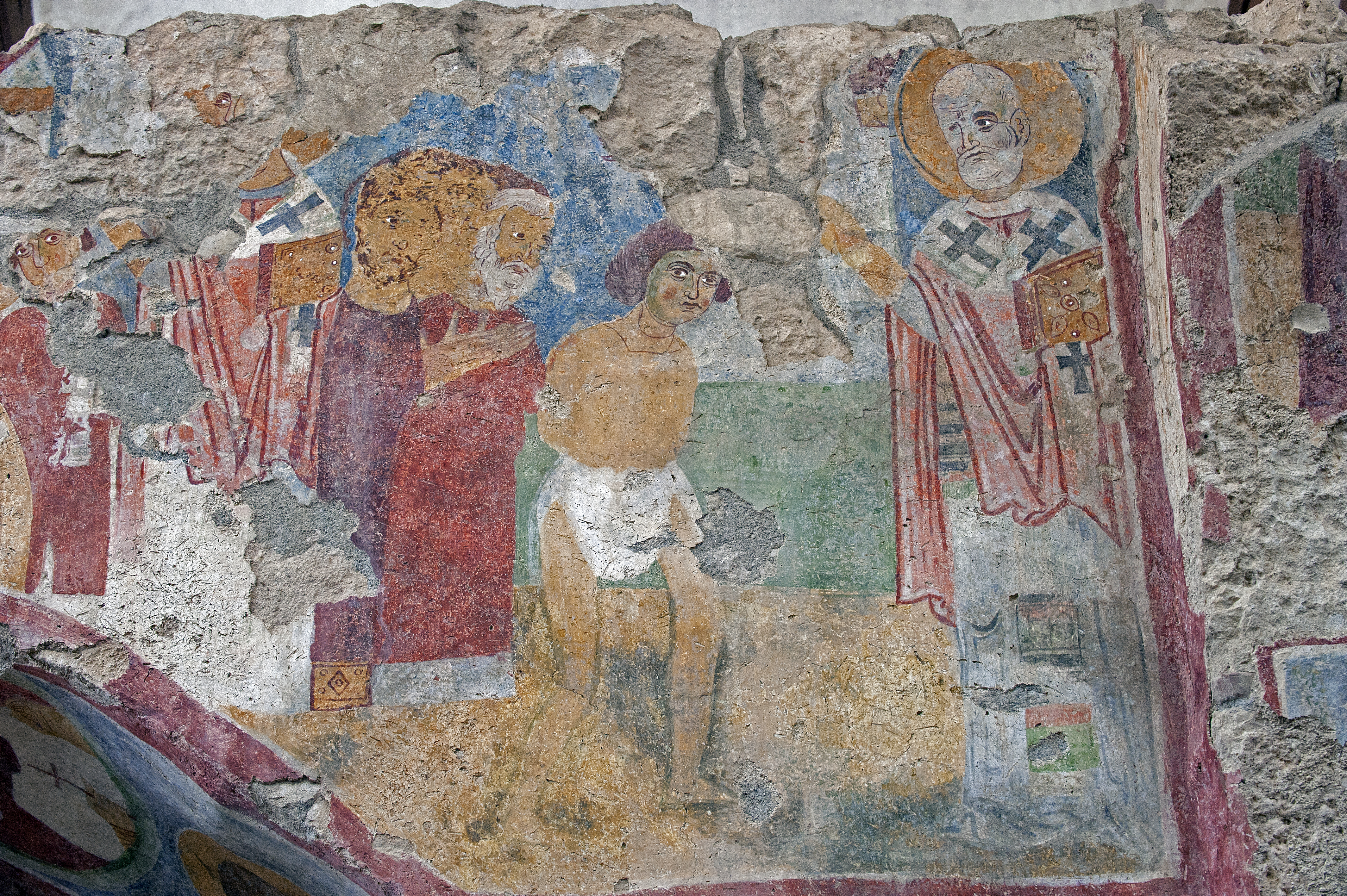
Biserica Sf. Nicolae, Demre din Myra

După un asediu care a avut loc în 808, Myra a căzut în stăpânirea oștilor abbaside ale califului Harun al-Rashid. La începutul domniei împăratului Alexie I Comnenul (care a guvernat între 1081 și 1118), Myra a fost din nou ocupat de invadatorii islamici, de data aceasta de turcii selgiucizi. Profitând de haosul iscat, marinarii italieni din Bari au răpit moaștele Sfântului Nicolae, în ciuda protestelor călugărilor care le îngrijeau, și le-au transportat la Bari, unde au ajuns pe 9 mai 1087 și au contribuit la creșterea fluxului de vizitatori, care au început să vină în pelerinaj în acel oraș.

## Biserica Sf. Nicolae din Myra

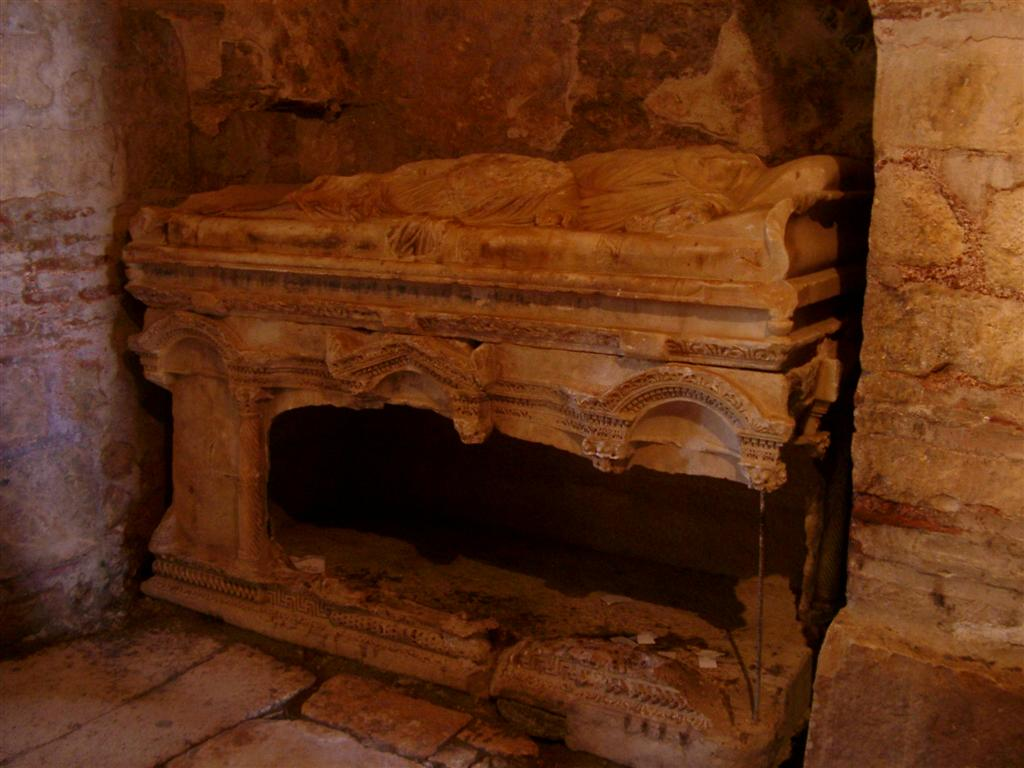
Mormântul inițial al Sfântului Nicolae din bazilica din Myra.

Cea mai veche biserică a Sf. Nicolae din Myra a fost construită în secolul al VI-lea, în vremea Imperiului Roman de Răsărit (Bizantin). Biserica actuală a fost construită în principal începând din secolul al VIII-lea pentru locuitorii greci bizantini ai orașului; o mănăstire ortodoxă greacă a fost adăugată în a doua jumătate a secolului al XI-lea.
În 1863 împăratul Alexandru al II-lea al Rusiei a achiziționat clădirea și a început restaurarea ei, dar lucrarea nu a fost niciodată finalizată. În 1923 biserica a fost abandonată, atunci când locuitorii creștini ai orașului au fost obligați să plece în Grecia ca urmare a schimbului de populație dintre Grecia și Turcia. În 1963 laturile de est și de sud ale bisericii au fost excavate. În 1968 fostul confessio (mormânt) al Sfântului Nicolae a fost acoperit.
Podeaua bisericii este realizată din opus sectile, un mozaic de marmură colorată, iar pe pereți există câteva rămășițe de fresce. Un sarcofag grecesc vechi din marmură a fost folosit ca mormânt al Sfântului Nicolae, dar moaștele lui au fost furate în 1087 de negustorii din Bari și sunt păstrate acum în Bazilica „Sfântul Nicolae” din acel oraș.
Biserica este în prezent în curs de restaurare. În anul 2007 Ministerul Culturii al Turciei a dat permisiunea ca să fie celebrată Sfânta Liturghie în biserică pentru prima dată după mai multe secole. La 6 decembrie 2011 mitropolitul Chrysostomos, care poartă titlul de mitropolit de Myra, a oficiat aici o sfântă liturghie.

## Arheologie

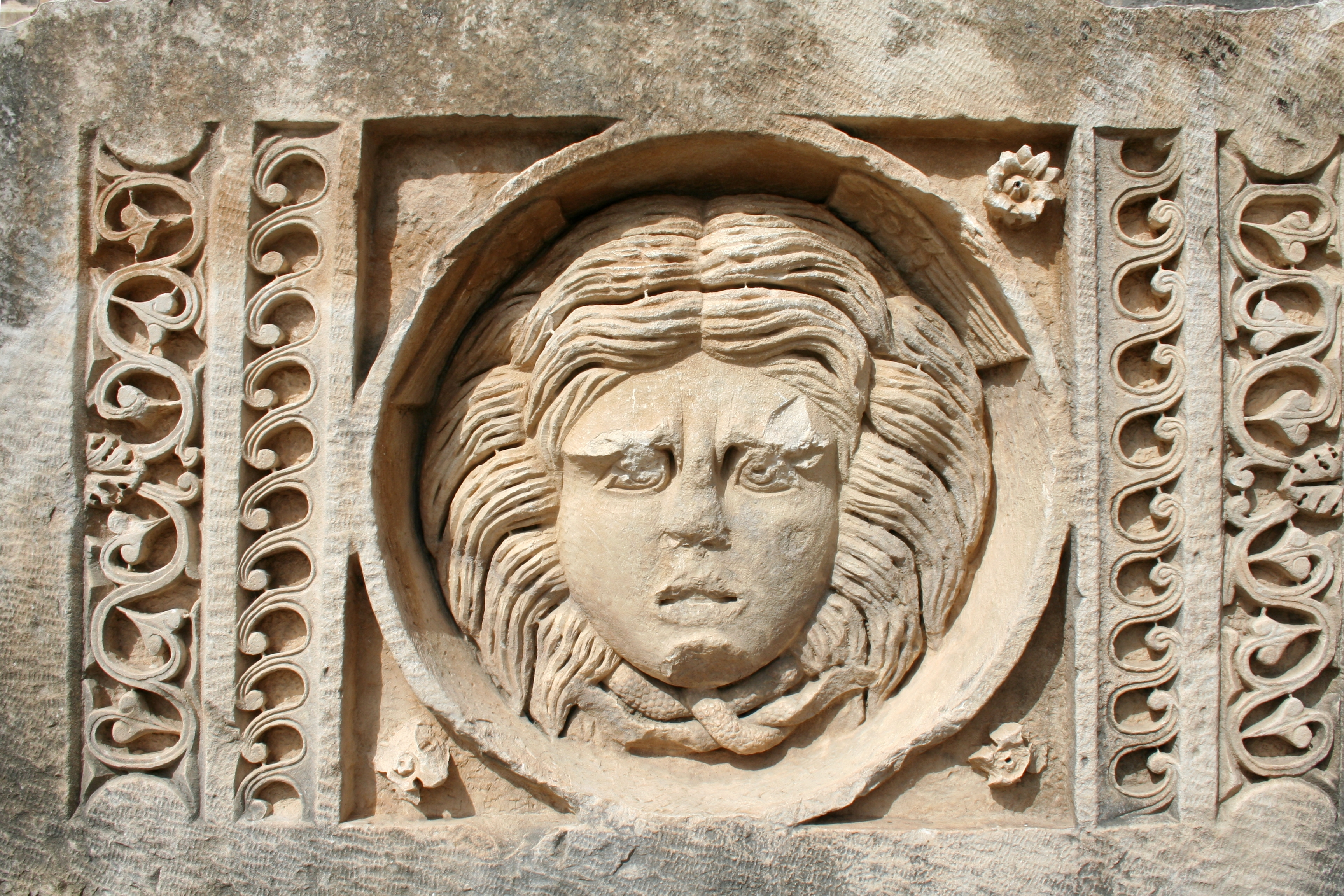
Un cap de meduză la Myra

Arheologii au detectat prima dată orașul antic în 2009, folosind un radar care pătrundea în pământ și care a dezvăluit anomalii a căror formă și dimensiune sugerau ziduri și clădiri. În următorii doi ani a fost excavată o capelă mică din secolul al XIII-lea, aflată într-o stare foarte bună de conservare. Sculptată într-un perete este o cruce care, atunci când este luminată de soare, își reflectă forma pe altar.

## Personalități
- Sfântul Nicolae, episcop de Myra.
- Sfântul Temistocle, un mucenic creștin.[21][22]
- Dioskorios (în greacă veche Διοσκόριος) din Myra, un gramatician și prefect al orașului. A fost profesor al fiicelor împăratului Leon. Fratele lui Nicolaus din Myra.[23][24]
- Nicolaus (în greacă veche Νικόλαος) din Myra, un retor și sofist care a scris o Artă a retoricii și a declamațiilor, elev al lui Lachares. Fratele lui Dioskorios din Myra.[25]

### Fotografii și videoclipuri
- QTVR fullscreen panoramas Arhivat în 11 iunie 2020, la Wayback Machine. of the Church of St. Nicholas and the Roman theatre
- Myra Guide and Photo Album
- Demre Guide and Photo Album
- Virtual tour of the ancient city Arhivat în 14 aprilie 2012, la Wayback Machine.
- Livius.org: Myra Arhivat în 6 martie 2009, la Wayback Machine. (Pictures)
- 70 pictures of the classical city, with link to 130 pictures of Saint Nicholas church